# 국가전망공사
국가전망공사(중국어: 国家电网有限公司) 또는 스테이드 그리드(영어: State Grid Corporation of China, 약칭 SGCC)는 중화인민공화국의 국영 전력 회사이다. 세계에서 가장 큰 공기업이며, 2019년 기준 매출액 세계 5위 기업이다. 2022년 기준 직원이 871,145명, 고객이 11억명, 매출이 4600억 달러이다.

## 역사
2002년 전력 시장 자유화로 국가전력공사(国家电力公司)의 발전과 배전 사업이 분리되면서 설립되었다. 2003년과 그 후 몇차례 블랙아웃을 경험한 후 전력 수요 증가에 발맞춰 내륙 지방과 해안 도시, 북부와 남부를 연결하는 대규모 송전망을 설치했다. 2011년부터는 스마트 그리드를 건설하고 있다.
2007년 필리핀의 송전망 민영화에서 현지 기업과 컨소시엄으로 25년간의 사업권을 39억 달러에 획득했다. 2012년 포르투갈의 전력, 가스 국영기업인 REN의 지분 25%를 인수했다. 호주에서는 빅토리아주의 오스넷 서비스의 19.9% 지분, 사우스오스트레일리아주의 일렉트라넷의 41% 지분, 뉴사우스웨일스주의 제메나의 60% 지분을 인수했다. 브라질에서는 2017년 CPFL 에너지를 34억 달러에 인수했다.

## 사업
국가전망공사의 주 사업은 전력 계통의 건설과 운영으로, 전체 31개 중 26개 성과 자치구, 직할시의 11억명에게 전력을 공급한다. 나머지 지역은 또다른 국영 기업인 중국남방전망이 관리한다.

## 같이 보기
- 중화인민공화국의 기업 목록
- 스마트 그리드